# Wallraf-Richartz Museum
Il Wallraf-Richartz Museum è situato nel centro storico di Colonia e ospita una delle pinacoteche più importanti della Germania. 

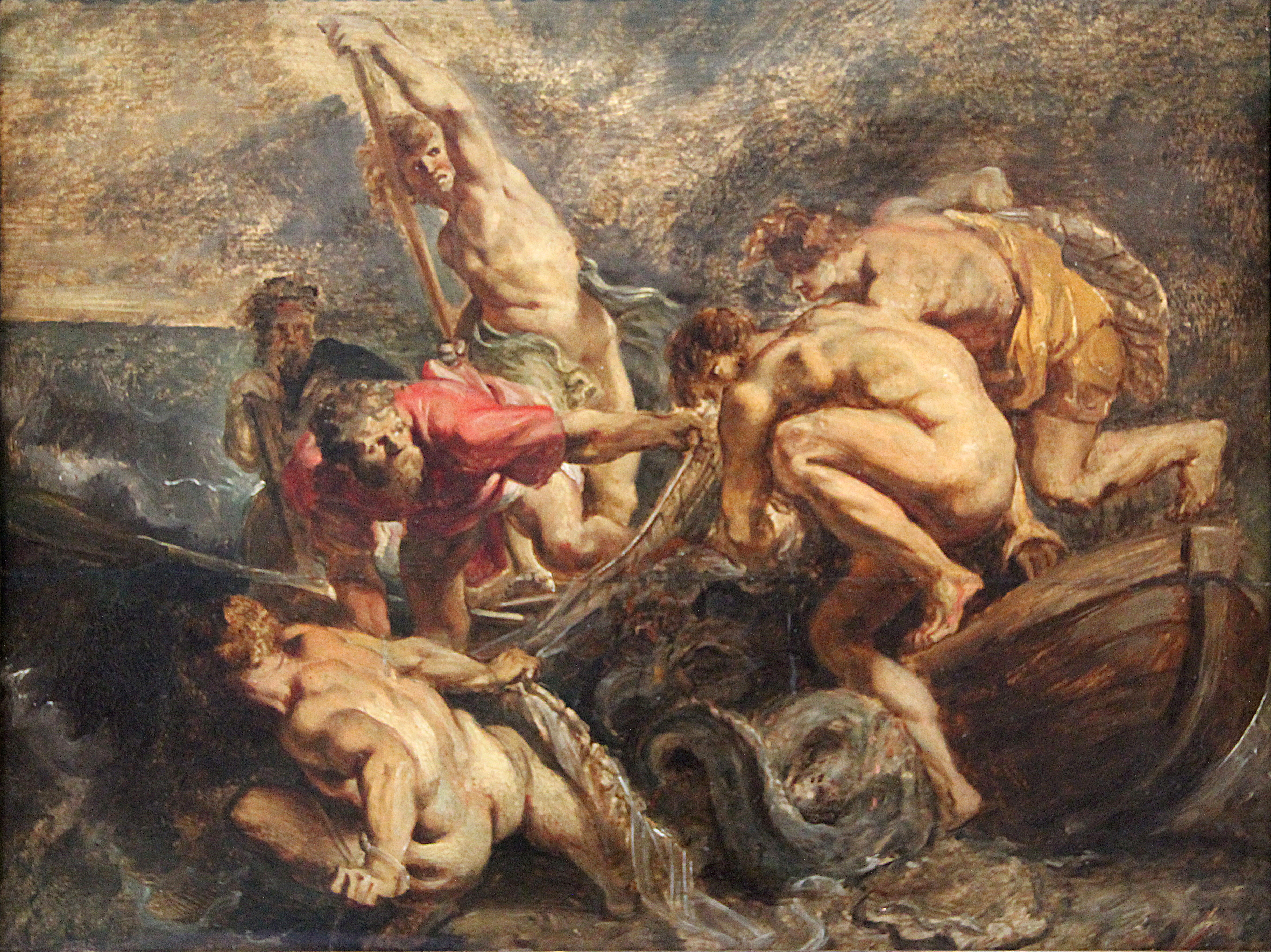
La Pesca miracolosa (1610) di Peter Paul Rubens.

## L'edificio
L'edificio, opera dell'architetto Oswald Mathias Ungers, è stato inaugurato nel 1861.
L'edificio sorge nella parte più monumentale di Colonia, lungo l'itinerario pedonale che va dalla sponda del Reno fino alla cattedrale gotica, ed è nato per accogliere le collezioni di due musei, con l'aggiunta del sistema di servizi per il pubblico, di una sala polivalente e di un foyer.
Tutto ruota attorno allo scalone e l'edificio si caratterizza per il resto per una marcata ripetitività nelle forme, in dialogo con il rigore formale della cattedrale.

## La collezione
Il museo espone una collezione che spazia dal medioevo fino agli inizi del Novecento.
Tra le opere del periodo gotico, di rilievo la Madonna del Roseto  di Stefan Lochner, datata al 1450. Il Cinquecento e il Seicento sono rappresentati da dipinti di Rubens, Rembrandt, Mattia Preti e Murillo.
La collezione impressionista comprende opere di Manet, Monet, Renoir, Pissarro, van Gogh, Cézanne, Gauguin, Bonnard; il Novecento è rappresentato da Ensor e Munch.
Una sezione è dedicata ai disegni, con opere di Leonardo da Vinci, Dürer, Rubens, Liebermann, Rodin.

## Opere principali
| N° | Img | Scuola                   | Autore                                    | Soggetto/Titolo                    | Data                    | Tecnica                            | h    | l    |
| -- | --- | ------------------------ | ----------------------------------------- | ---------------------------------- | ----------------------- | ---------------------------------- | ---- | ---- |
| 01 |     | senese                   | Simone Martini                            | Madonna col bambino                | 1316-1317               | tempera e oro su tavola            |      |      |
| 02 |     | gotica internazionale    | Maestro del compianto di Cristo di Lindau | Stigmate di san Francesco          | 1410-1420 circa         | tempera su tavola                  | 111  | 69   |
| 03 |     | gotica internazionale    | Bicci di Lorenzo                          | Natività                           | 1430-1435               | tempera a uovo su tavola           |      |      |
| 04 |     | tardo gotica-fiamminga   | Stefan Lochner                            | Annunciazione                      | 1446-1449               | tempera e oro su tavola            |      |      |
| 05 |     | tardo gotica-fiamminga   | Stefan Lochner                            | Madonna del roseto                 | 1448                    | tempera a uovo su tavola           | 51   | 40   |
| 06 |     | tardo gotica-germanica   | Hans Hirtz                                | La Passione di Karlsruhe           | 1450                    | olio su tavola                     |      |      |
| 07 |     | rinascimento italiano    | Leonardo da Vinci                         | Studi per l'Adorazione dei magi    | 1500                    | penna e inchiostro su carta bianca | 27,3 | 17,6 |
| 08 |     | rinascimento tedesco     | Albrecht Dürer                            | Pifferaio e suonatore di tamburo   | 1503-1504 circa         | olio su tavola                     | 96   | 54   |
| 08 |     |                          | Anonimo (Alto Reno)                       | Sant'Antonio tormentato dai demoni | 1520 circa              |                                    |      |      |
| 10 |     | rinascimento transalpino | Maerten van Heemskerck                    | Lamentazione su Cristo morto       | 1520                    | olio su tavola di rovere           |      |      |
| 11 |     | danubiana                | Lucas Cranach il Vecchio                  | Maria Maddalena                    | 1525                    | olio su tavola                     |      |      |
| 12 |     | leonardesca              | Bernardino Luini                          | Ecce Homo                          | prima metà del XVI sec. | olio su tavola                     | 71,5 | 56,7 |
| 13 |     | fiamminga                | Rubens                                    | Autoritratto con amici a Mantova   | 1602-1604               | olio su tela                       | 77,5 | 161  |
| 14 |     | olandese                 | Rembrandt                                 | Autoritratto ridente               | 1662-1663               | olio su tela                       |      |      |
| 15 |     | olandese                 | Pieter de Hooch                           | Coppia con pappagallo              | 1675                    | olio su tela                       |      |      |
| 16 |     | tedesca del XIX secolo   | Carolsfeld                                | Madonna col Bambino                | 1820                    | olio su tela                       |      |      |
| 17 |     | Biedermeier              | Ferdinand Georg Waldmüller                | Donna con sciarpa rossa            | 1829                    | olio su tela                       |      |      |
| 18 |     | romanticismo tedesco     | Carl Blechen                              | Grotta del golfo di Napoli         | 1830                    | olio su tela                       | 37,5 | 29   |
| 19 |     | neoclassica tedesca      | Anselm Feuerbach                          | Nanna                              | 1861                    | olio su tela                       |      |      |
| 20 |     | impressionista           | Pierre-Auguste Renoir                     | I coniugi Sisley                   | 1868                    | olio su tela                       | 105  | 75   |
| 21 |     | impressionista           | Édouard Manet                             | Mazzo di asparagi                  | 1880                    | olio su tela                       | 16,5 | 21,5 |
| 22 |     | impressionista           | Vincent van Gogh                          | Il ponte apribile di Arles         | 1888                    | olio su tela                       |      |      |
| 23 |     | sintetista               | Paul Gauguin                              | Giovane bretone                    | 1889                    | olio su tela                       |      |      |
| 24 |     | espressionista           | Edvard Munch                              | Quattro ragazze sul ponte          | 1909                    | olio su tela                       |      |      |
| 25 |     | impressionista           | Claude Monet                              | Ninfee                             | 1914                    | olio su tela                       |      |      |